# Colobothea leucophaea
Colobothea leucophaea là một loài bọ cánh cứng trong họ Cerambycidae.